# Ger Blok
Gerhardus "Ger" Blok (Amsterdam, 16 oktober 1939 – Anna Paulowna, 19 december 2016) was een Nederlands voetbaltrainer.

## Loopbaan
Als speler kwam hij uit voor Blauw-Wit en DOS. Blok was werkzaam als onderwijzer in Bilthoven, totdat hij op 29-jarige leeftijd als trainer van de zaterdagamateurs van SVM Maartensdijk aan de slag ging. Naar eigen zeggen was hij vermoedelijk een autoritaire trainer, omdat na de eerste training al een paar grote jongens naar hem toe kwamen met de opmerking: ‘Opsodemieteren jij, je bent hier niet in militaire dienst’. Zijn vrouw weerhield hem er destijds van om direct te stoppen, waarna hij tweemaal achtereen kampioen werd met de club. Op dat moment werd hij opgemerkt door de KNVB, die van hem wilden weten waar hij het recht vandaan haalde om trainingen te geven, daar hij geen diploma bezat.
Op zijn 31e werd Blok de eerste parttime trainer in het betaalde voetbal bij De Volewijckers. In 1972 kwam hij in dienst bij de KNVB, alwaar hij elf jaar werkzaam zou zijn. Hij werd trainer van jeugdelftallen, maar leidde ook het Nederlands vrouwenvoetbalelftal. Eind jaren 70 leidde hij het UEFA-jeugdelftal met onder anderen Ruud Gullit. In de jaren tachtig leidde hij een talentvolle lichting, met spelers als Marco van Basten, John van 't Schip en Gerald Vanenburg, naar het WK onder 20. Kees Rijvers eiste op het beslissende moment zijn plaats op als bondscoach, waardoor er voor Blok slechts een rol als assistent was weggelegd. Blok bedankte voor de eer omdat het voor hem moeilijk te verteren was dat hij aan de kant geschoven werd. Enkele spelers die bij hem aanbelden met de mededeling dat zij ook niet wilden gaan kwamen van een koude kermis thuis. ‘Als jullie niet gaan, breek ik jullie benen,’ was wat hij hen meegaf.
Na zijn periode bij de KNVB was Blok voornamelijk buiten Nederland werkzaam. Zo was hij van 1987 tot en met 1989 bondscoach van Honduras. In 1989 werd hij trainer van RKC, maar daar werd hij na een half jaar weer weggestuurd. In 1989 werd hij trainer van het Turkse Mersin İdman Yurdu en in 1990 ging hij aan de slag als assistent van Guus Hiddink bij Fenerbahçe SK. Van 1993 tot en met 1996 was hij ook nog bondscoach van Myanmar.
In 1998 viel Blok van een trap, hetgeen hem een dwarslaesie opleverde. Hierdoor verplaatste hij zich zowel binnens- als buitenshuis met behulp van een rolstoel. Blok overleed op 19 december 2016 op 77-jarige leeftijd in zijn woonplaats Anna Paulowna. Zes weken voor zijn overlijden werd er leukemie bij hem geconstateerd.